# Mario Maroto Argüello
Mario Maroto Argüello (Valladolid, 8 de noviembre de 2003) es un futbolista español que juega como centrocampista en el Real Valladolid C. F. de la Segunda División de España.

## Trayectoria
Nacido en Valladolid, Castilla y León, Maroto se incorporó a las categorías inferiores del Real Valladolid procedente del CD Villa de Simancas. El 24 de noviembre de 2020, amplió su contrato con el primero hasta 2024
El 30 de enero de 2021, debuta con el Real Valladolid Promesas sustituyendo a Oriol Rey en la victoria a domicilio por 3-1 en Segunda División B de España sobre el CD Covadonga. El 19 de marzo de 2023, marcó su primer gol en el empate 3-3 contra el CD Palencia Cristo Atlético en Segunda Federación.
El 31 de agosto de 2023, Maroto fue cedido al Atlético de Madrid B de la Primera Federación durante una temporada. A su regreso, fue asignado nuevamente al Real Valladolid Promesas.
El 27 de septiembre de 2024, debuta con el primer equipo del Real Valladolid C. F. en la Primera División de España, sustituyendo en el minuto 72 a David Torres en la derrota en casa por 1-2 ante el RCD Mallorca. Debutó con el número 34.

## Clubes
Actualizado al último partido disputado el 24 de mayo de 2025.
| Club                                 | País          | Año           | Partidos | Goles |
| ------------------------------------ | ------------- | ------------- | -------- | ----- |
| Real Valladolid Promesas             | España        | 2021-2025     | 78       | 5     |
| Club Atlético de Madrid "B" (cedido) | España        | 2023-2024     | 17       | 1     |
| Real Valladolid C. F.                | España        | 2024-presente | 3        | 0     |
| Total carrera                        | Total carrera | Total carrera | 98       | 6     |